# Іаго (Техас)
Іаго (англ. Iago) — переписна місцевість (CDP) в США, у окрузі Вартон штату Техас. Населення — 148 осіб (2020).

## Географія
Іаго розташоване за координатами 29°16′15″ пн. ш. 95°57′42″ зх. д. / 29.27083° пн. ш. 95.96167° зх. д. (29.270900, -95.961658).  За даними Бюро перепису населення США в 2010 році переписна місцевість мала площу 4,96 км², з яких 4,91 км² — суходіл та 0,05 км² — водойми.

## Демографія
Згідно з переписом 2010 року, у переписній місцевості мешкала 161 особа в 61 домогосподарстві у складі 42 родин. Густота населення становила 32 особи/км².  Було 72 помешкання (15/км²).
Расовий склад населення:
| - 77,0 % — білих - 9,9 % — чорних або афроамериканців - 13,0 % — осіб інших рас |

До двох чи більше рас належало 0,0 %. Частка іспаномовних становила 39,1 % від усіх жителів.
За віковим діапазоном населення розподілялося таким чином: 21,1 % — особи молодші 18 років, 59,0 % — особи у віці 18—64 років, 19,9 % — особи у віці 65 років та старші. Медіана віку мешканця становила 44,3 року. На 100 осіб жіночої статі у переписній місцевості припадало 106,4 чоловіків;  на 100 жінок у віці від 18 років та старших — 119,0 чоловіків також старших 18 років.
Цивільне працевлаштоване населення становило 33 особи. Основні галузі зайнятості: виробництво — 42,4 %, будівництво — 33,3 %, публічна адміністрація — 24,2 %.